# Impacto K/T

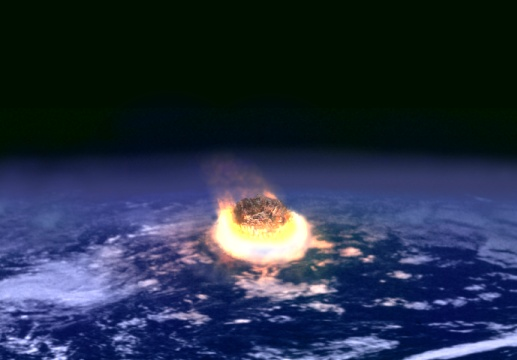
Recreación artística del impacto K-T.

El impacto K/T (del alemán: Kreide/Tertiär) es la hipótesis de un evento ligado a la extinción acaecido por el choque de una roca extraterrestre contra la Tierra hace aproximadamente 66 millones de años. La colisión se habría producido cuando un asteroide o cometa de unos diez kilómetros de largo, atravesó la atmósfera e impactó a 75 000 km/h, frente a las actuales costas del norte del estado de Yucatán en México.
Se cree que el impacto causó seis efectos directos sobre la vida en la Tierra: un cráter de unos 180 km de diámetro (el cráter de Chicxulub), cambios en la corteza terrestre y también en el clima, con un calentamiento inicial y un enfriamiento posterior. Todo ello provocó o contribuyó a provocar el evento denominado extinción masiva del Cretácico-Paleógeno, con la desaparición del 75 % de las especies existentes, incluyendo el fin de los dinosaurios como el escalón más alto de la cadena alimentaria y la posterior ocupación de dicho lugar por los mamíferos. Sobrevivió un único grupo de dinosaurios: Las aves.
Todos estos cambios quedaron documentados en el registro geológico, a partir del denominado límite K/T, y supusieron un cambio de era geológica: el fin del Mesozoico y el inicio del Cenozoico.
La formulación de la teoría se debe al equipo de Luis Walter Álvarez y colaboradores; pero, ya con anterioridad y posteriormente, numerosos científicos aportaron pruebas y pistas para poder demostrar tanto la existencia del impacto como su localización, además de descartar más de sesenta teorías que no fueron la causa de la extinción masiva, pese a poder coexistir y contribuir a ella.

## El cuerpo extraterrestre
No está consensuado el tipo de objeto que provocó el Impacto K/T. Carl Sagan (1996, p. 311 y siguientes) se inclina hacia la hipótesis de un cometa, dejando abierta la posibilidad a otros cuerpos extraterrestres. Por su parte,Ortiz Alemán et al. (2002) abogan más por un asteroide debido a la gran cantidad de iridio y otros elementos esparcidos por todo el planeta; es decir, según los investigadores mexicanos, aquel cuerpo estaba formado mayoritariamente por rocas y metal y no por hielo de agua y de anhídrido carbónico, pero no cierran la puerta tampoco a otro tipo de cuerpo.
No se conoce tampoco su origen. Pudo ser simplemente un cuerpo de tantos que aún viajan por el sistema solar y chocan contra los planetas en una cantidad proporcional a su número. Sin embargo, se han apuntado dos teorías según las cuales este tipo de colisiones tiene un ciclo. Por una parte estaría la de la traslación del sistema solar a lo largo de la Vía Láctea. En cada vuelta de 240 millones de años pasa por encima y por debajo del plano galáctico, lo que provocaría distorsiones gravitatorias y cruces con todo tipo de cuerpos que terminarían chocando contra los planetas. En segundo lugar, estaría la hipótesis Némesis postulada por Davis, Hut y Muller (1984), según la cual el Sol tendría una enana marrón de compañera que crearía distorsiones periódicas en la nube de Oort, arrojando cometas hacia los planetas interiores cada 27 millones de años.
La estimación más habitual del tamaño que podría tener el objeto es de 10 kilómetros de diámetro. Por su parte,Ortiz Alemán et al. (2002, p. 9 y siguientes) calculan un intervalo comprendido entre los 6 y los 14 kilómetros. Según ellos, un cuerpo con esas dimensiones choca prácticamente intacto contra el suelo, ya que la fricción provocada por la atmósfera le despoja de una parte relativamente pequeña de su masa.
Por diferentes métodos Clark R Chapman y David Morrison llegaron a la conclusión de que la gravedad terrestre aceleró el objeto hasta los 75 000 km/h, dotándolo de una potencia destructiva equivalente a 50 millones de megatones o más, superior a todo el arsenal nuclear fabricado en la historia de la humanidad. A esa velocidad el asteroide o cometa tardó unos cinco segundos en cruzar toda la atmósfera e impactar contra el lecho del océano. Durante muchos años se discutió este punto porque no se había encontrado ningún cráter de grandes dimensiones. Sin embargo, ahora se sabe que la colisión se produjo frente a la península de Yucatán.Ortiz Alemán et al. (2002, p. 8) lo ubican en un lugar conocido como Chicxulub, al este de Puerto Progreso, razón por la cual al cráter se le denomina cráter Chicxulub.

## Efectos principales
Según Carl Sagan (2004), una colisión así produce los mismos efectos que una detonación atómica, incluido el hongo nuclear, pero sin generar radioactividad. Dichos efectos serían los siguientes:

### Fragmentación

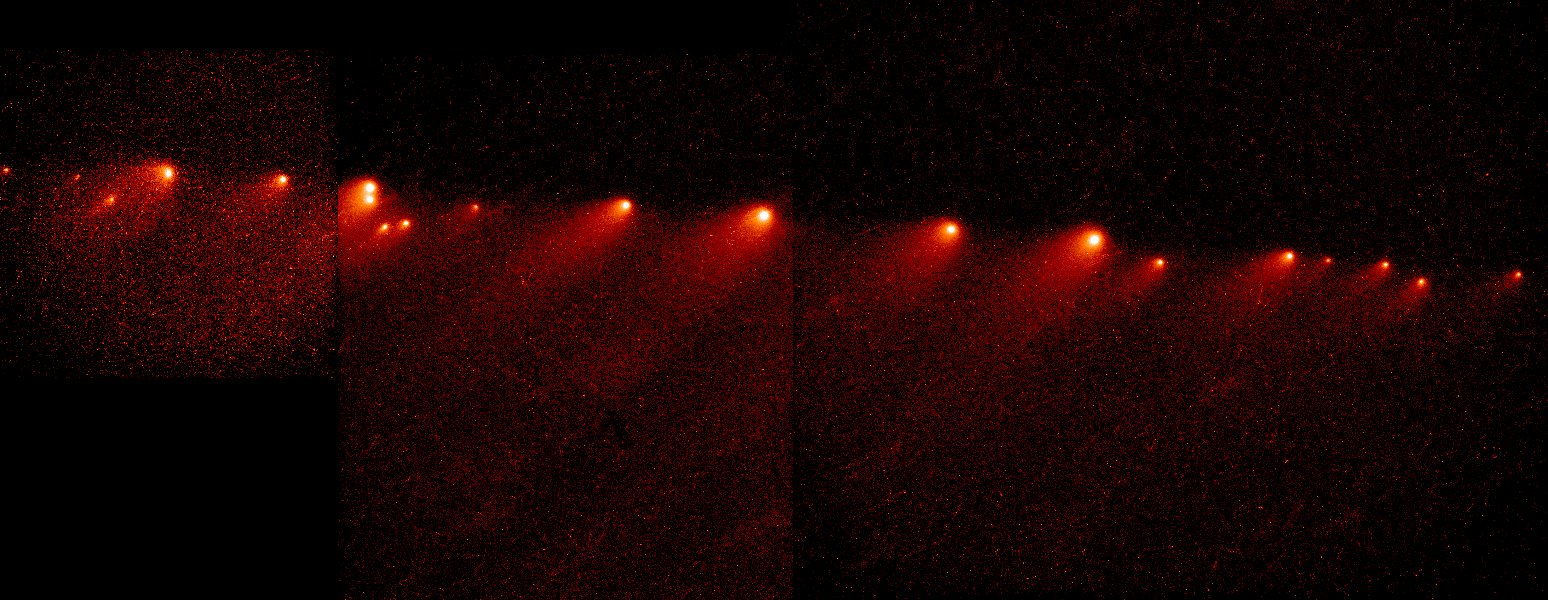
Fragmentación del cometa Shoemaker-Levy 9. Algo similar se cree que pudo sucederle al cuerpo causante del Impacto K/T.

Según Sankar Chatterjee, la Tierra fue ametrallada por distintos cuerpos hace unos 66 millones de años y no solo por una gran colisión. Aunque no se ha confirmado ningún impacto además del de Chicxulub, sí se cuenta con indicios para situar uno en Ucrania y otro en la India. En estos dos casos y a principios del siglo XXI se detectaron indicios de cráteres de impacto. En el caso de la India, la posible zona de impacto se la conoce como cráter de Shiva y se trata de una depresión con una superficie doble a la del impacto mexicano, porque quizá penetró con un ángulo muy bajo. Estas evidencias han dado pie a la llamada Teoría de los múltiples impactos, pese a que algunos expertos como Gerta Keller albergan dudas sobre si lo detectado en Shiva es o no un cráter.
Dos indicios más contribuyen a reforzar la teoría de Chatterjee. El primero proviene de recreaciones por ordenador del Bólido de Tunguska. Estas simulaciones sugieren que todo el cuerpo no llegó entero a la superficie, sino que se fragmentaría en la entrada. El segundo se constató tras los impactos del cometa Shoemaker-Levy 9 contra Júpiter, donde las imágenes enviadas por el telescopio espacial Hubble mostraron cómo la gravedad del planeta rompió el cuerpo celeste antes incluso de penetrar en su atmósfera.

### Calor

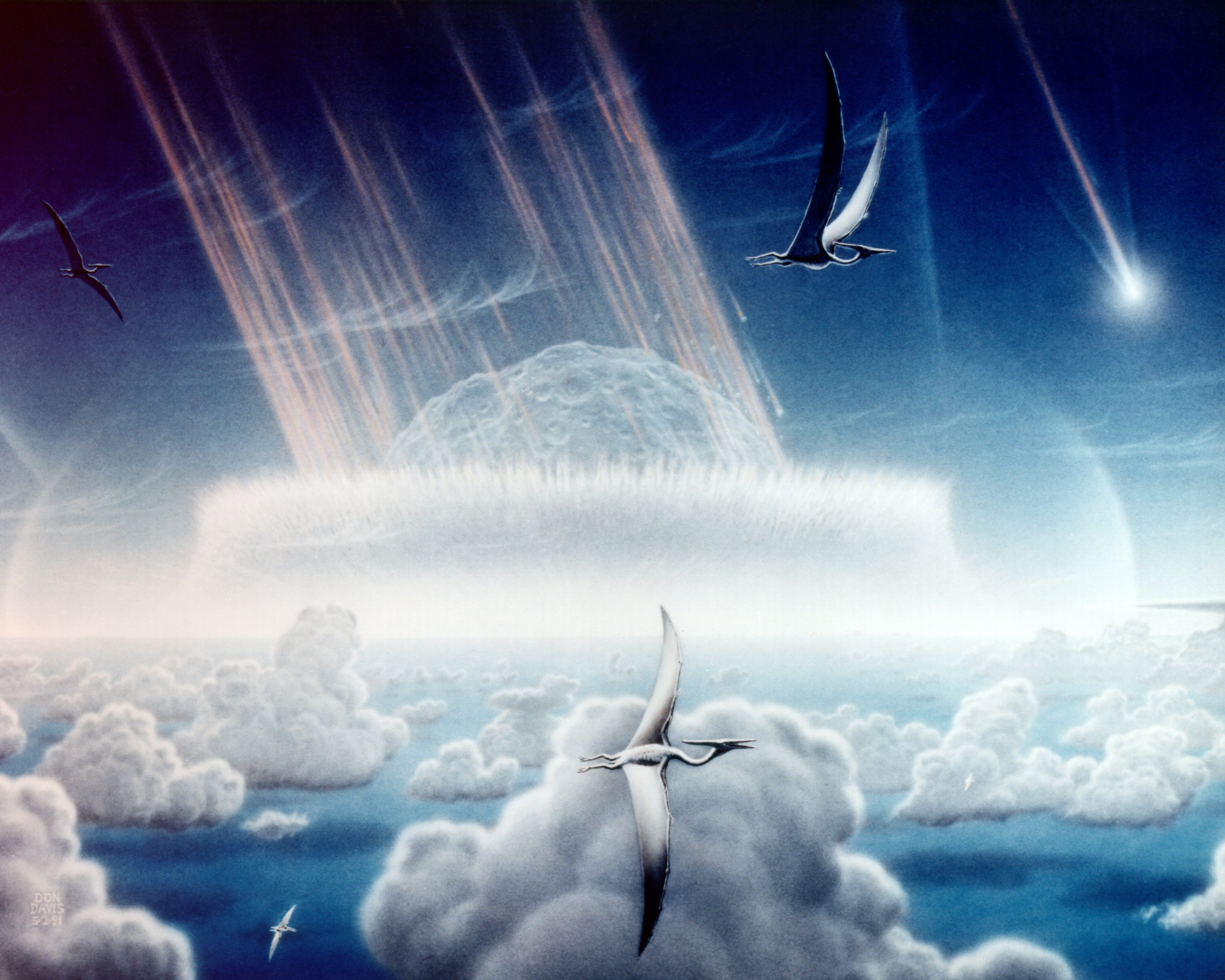
Tras su entrada en la atmósfera el objeto cósmico debió emitir una luz cegadora y abrasadora.

La fricción con las distintas capas atmosféricas elevaría la temperatura del asteroide o cometa a unos 3000 grados centígrados. Dicha temperatura se propagaría en forma de calor y luz cegadora. Asimismo, esta radiación calorífica incrementaría la temperatura del aire hasta los trescientos grados en un radio de unos 800 kilómetros y probablemente superaría los 9000 en la zona del impacto, también llamada zona 0. Cualquier forma de vida en el cráter y sus alrededores desaparecería por simple descomposición de las moléculas orgánicas.
Siguiendo a Carl Sagan (2004), las grandes temperaturas en la zona 0 harían expandirse los gases primero en todas direcciones y después más en vertical hasta que su calor se fuera disipando. Entonces la parte superior de la nube comenzaría a expandirse también, formando la conocida silueta de hongo nuclear que probablemente sería vista desde varios miles de kilómetros de distancia, dado que su altura salvaría la curvatura de la Tierra.
En la zona 0 los líquidos entrarían en ebullición y la roca se fundiría o incluso quedaría vaporizada, formando un cráter de impacto de unos 180, 200 o más kilómetros de diámetro. La evaporación de las aguas circundantes haría descender algo el nivel del mar; además se han encontrado pruebas de grandes incendios, pues debió de arder toda o casi toda la vegetación existente dentro de al menos los 800 kilómetros afectados por la luz y la detonación. Estos incendios incrementarían las cenizas expulsadas al aire, contribuirían a elevar aún más la temperatura y reducirían sensiblemente la cantidad de oxígeno atmosférico en sus alrededores. Los animales que no hubiesen muerto por la exposición directa lo harían a lo largo de los siguientes minutos, excepto, quizás, los que habitaban en madrigueras.

### Megaterremoto
Ortiz Alemán et al. (2002, p. 8) indican que los gases comprimidos por el cuerpo celeste y los fragmentos no consumidos en la entrada descargarían toda su energía cinética contra el suelo. El golpe expulsaría multitud de materiales al espacio, llamados eyecciones, muchos de los cuales volverían a caer pasado un tiempo en un radio equivalente a varias veces el tamaño del cráter. La colisión también provocaría un terremoto de magnitud 12 en la escala de Ritchter a cientos de kilómetros del punto de impacto. Semejante sacudida puede lanzar por los aires piedras de considerable tamaño, además de propagar ondas de choque por toda la corteza terrestre, capaces de catapultar en vertical trozos de la misma y modificar la orografía del planeta, comprimiendo terrenos y abriendo fisuras. Para Ortiz Alemán et al. (2002, p. 8) fue uno de los mayores impactos sufridos en los últimos 1500 millones de años.

### Onda expansiva

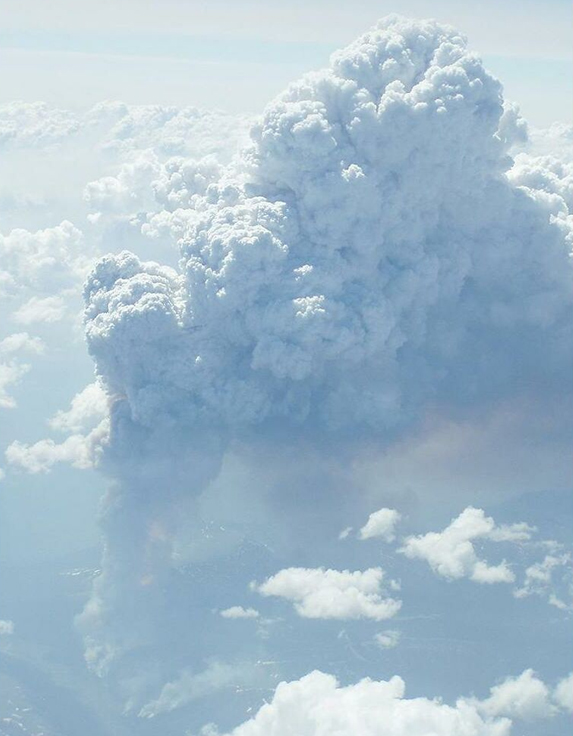
Nube de polvo y cenizas producto de un incendio en 2002. Nubes más grandes que este se producirían en todo el planeta por los incendios provocados por las altas temperaturas.

Como se ha indicado, la caída de un asteroide o cometa provoca los mismos efectos de una explosión nuclear a gran escala; por tanto, el impacto debió de desatar vientos que pudieron alcanzar los 1000 km/h a más de 2000 kilómetros del punto de impacto; es posible que incluso más. Estos vientos lanzarían por los aires en todas direcciones multitud de cenizas y cuerpos enteros abrasados, incluso de decenas de toneladas. A esa velocidad y a esa temperatura, la onda expansiva pasaría por las superficies, ya calcinadas o ardiendo, acumulando más calor y ascendiendo aún más en forma de nube piroclástica, calentando la Tierra varias decenas de grados y propagando los incendios a miles de kilómetros de la zona 0, como han demostrado los hallazgos de hollín.

### Megatsunamis
La violencia del choque y del subsiguiente terremoto provocarían una elevación del suelo marino en las zonas aledañas al punto de impacto. Dicha elevación y el empuje del golpe formarían olas con alturas de casi cien metros. Estas olas se propagarían en todas direcciones a una velocidad quizá superior a la del sonido. Cuando llegaran a la costa, el primer efecto sería el descenso del nivel del mar para penetrar las aguas seguidamente con una fuerza que arrancaría plantas, rocas, mataría por colapso a los animales y empujaría varios kilómetros hacia el interior cualquier cuerpo encontrado o arrancado, particularmente arenas y sedimentos. Una vez consumida su energía cinética, las aguas retrocederían, arrastrando nuevamente hacia el océano todo lo que contuviesen. Gran cantidad de animales, que hasta entonces hubieran podido sobrevivir en sus cuevas y madrigueras, perecerían ahogados o sepultados por los sedimentos.
Estos megatsunamis llegaron como mínimo al interior del actual continente americano, cubriendo de lodos y agua marina la totalidad o parte de territorios como el actual estado de Texas. Estas tierras quedarían encharcadas de agua salada y embarradas por los lodos y sedimentos arrastrados, privando así de alimento a la fauna y dificultando la reforestación.

### Lluvia de meteoritos
Mientras la nube ardiente continuaba propagándose por el planeta, las eyecciones expulsadas a la estratosfera por el impacto y el terremoto volvieron a caer. Estos fragmentos se convertirían en bolas de fuego por la fricción atmosférica, aumentando la destrucción, llevando a la ebullición masas de agua aún no afectadas y sepultándolo todo bajo una capa de tierra que pudo alcanzar incluso kilómetros de altura.

### Invierno sobrevenido
Por los estudios realizados tras pruebas atómicas y por simulaciones de una guerra nuclear, se ha llegado a la conclusión de que, pasada la onda de calor, la nube de polvo y cenizas residuales reducirían drásticamente la luz solar en la superficie terrestre, lo que se conoce por invierno nuclear. Esto hizo descender las temperaturas progresivamente, detuvo la fotosíntesis y afectó seriamente a toda la cadena trófica.
El tiempo que duró este fenómeno es discutido: Carl Sagan (1996, p. 311 y 312) sostuvo que pudieron ser varias semanas.Ortiz Alemán et al. (2002, p. 9) lo aumentan a varios meses. En ambos casos, las temperaturas llegarían a cero grados o incluso menos en buena parte del planeta, por lo que muchas especies de insectos morirían, así como otras especies de animales adaptadas a climas más cálidos. Asimismo, sería perjudicial para las plantas, incapaces de crear su propio alimento. Esto trajo la muerte o al menos la suspensión de la vida vegetal durante un año, quizá dos.
Otro de los posibles efectos secundarios sería la lluvia ácida, pues la evaporación de agua marina y también de las arenas y sedimentos debió de esparcir gran cantidad de compuestos sulfurados, entre otros, que se precipitarían en forma de lluvias torrenciales y ácidas cuando las temperaturas descendiesen. Sin embargo,Jakosky (1999, p. 33) afirma que no se tiene constancia de sus efectos directos, al menos sobre los seres vivos. También es probable que la capa de ozono fuese destruida o mermada considerablemente.

## Extinción masiva

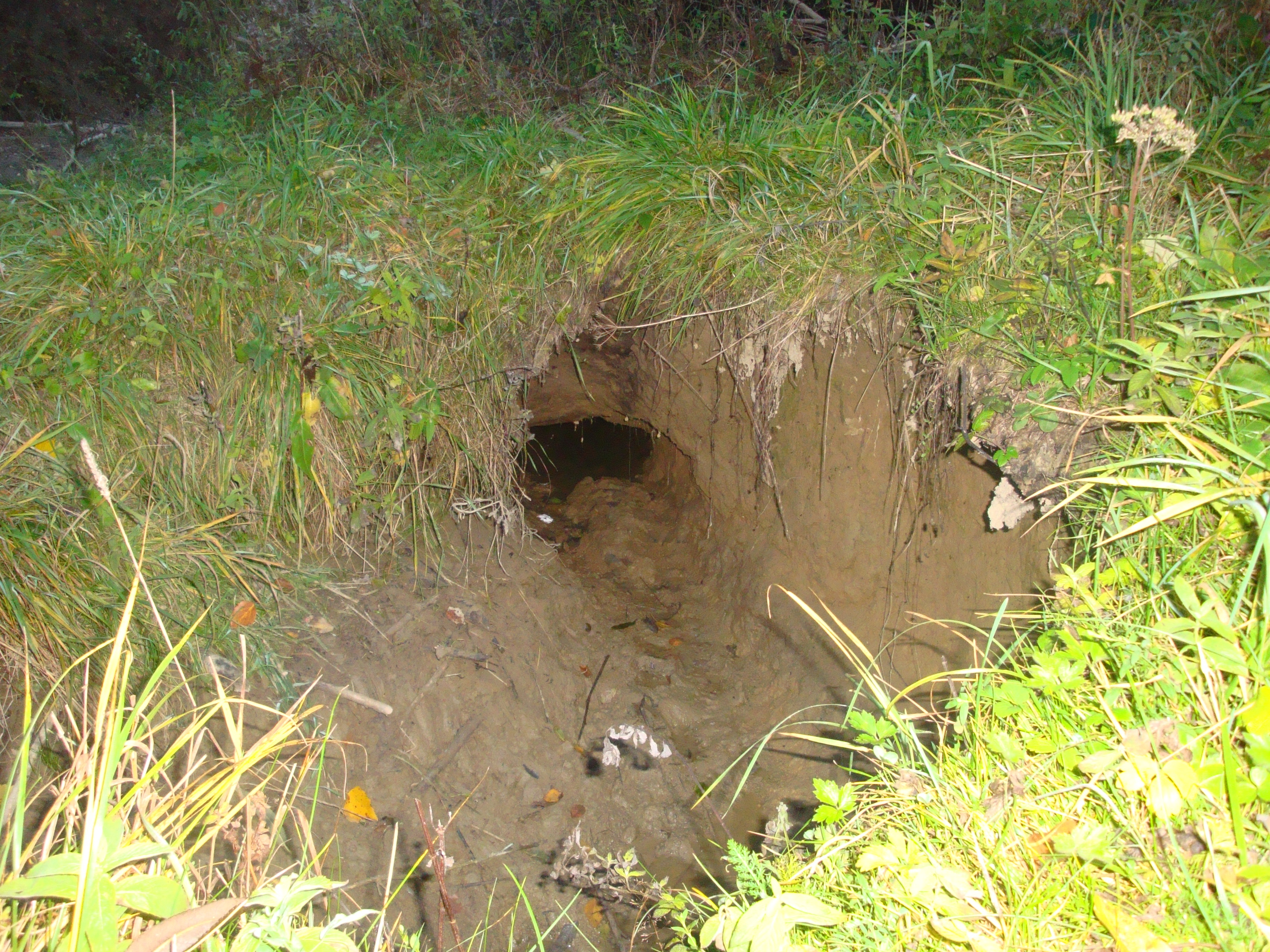
Los animales que vivían en madrigueras, parecidas a esta de castor, pudieron sobrevivir a los efectos del Impacto K/T.

Pese a toda la devastación descrita, los científicos suponen que aún quedarían miles de dinosaurios y otros especímenes vivos al finalizar el primer día tras el impacto. Es posible que varias especies de la fauna se hubiesen extinguido casi de forma instantánea, especialmente los endemismos costeros, pero muchas otras, terrestres y acuáticas, seguirían existiendo gracias a los pocos ejemplares vivos y a las nidadas que pudieron aguantar cubiertas o rodeadas de tierra. Un efecto parecido pudo vivir la flora. Numerosas especies pudieron seguir existiendo durante algún tiempo en forma de semillas y esporas enterradas o esparcidas por los vientos. Pero la mayoría de los animales y vegetales terminaron desapareciendo debido a las privaciones, es decir, a tener que crecer en un ecosistema tan acotado a causa de la destrucción que no les ofreciese suficientes recursos para mantenerse a sí mismos y a sus descendientes. Además las plantas sufrieron la sobrepresión de los herbívoros, desesperados por conseguir comida. Estos, sin embargo, cada vez encontrarían más problemas para localizar las cantidades de alimentos que necesitaban, y su debilidad los hacía víctimas fáciles de patologías y depredadores. Por su parte los carnívoros que pudiesen quedar al principio cazarían presas fácilmente, pero cada vez serían más escasas y famélicas. Otro problema que probablemente contribuyó a la extinción masiva sería la endogamia. Los pocos ejemplares supervivientes podrían aparearse con muy pocas parejas, lo que no garantizaría la diversidad genética suficiente para enfrentarse con éxito a enfermedades, deformaciones y otras adversidades naturales. Era cuestión de décadas o siglos que dichos problemas terminaran con un 76 % de las especies existentes. Según Urrutia-Fucugauchi et al. (2010) todo animal con un peso superior a seis kilogramos desapareció.
Aun siendo las consecuencias del choque muy graves, paleontólogos como Brusatte et al. (2014) publicaron que los efectos del Impacto K/T no bastarían para exterminar a los dinosaurios y otros arcosaurios. Según estos autores, de no estar los ecosistemas debilitados a causa de diversos fenómenos naturales, especialmente la gran actividad volcánica de los traps del Decán en la India, la extinción masiva no se habría producido. También pudo deberse a múltiples impactos, pues hay indicios que sugieren que la extinción pudo producirse 300 000 años después del impacto K/T.
Sin embargo no todo fue muerte. Tomando los datos de José A.de Azcárraga (1997, p. 65), la del Cretácico/Terciario resultó una extinción relativamente benigna en comparación con las otras grandes extinciones masivas. Ortiz Alemán et al. (2002, p. 11 y siguientes) indican que la formación de cráteres de impacto libera mucha energía, pero en un espacio y período de tiempo limitados. Debido a esto, gran número de animales pudieron sobrevivir, en especial los que no necesitaban grandes cantidades de alimento, los que vivían en cuevas y madrigueras y los que poseían buenas defensas contra el frío, como plumas o pelo. Por esta razón en Sudamérica las aves del terror ocuparon el lugar dejado por los grandes saurios en la pirámide alimenticia, como hicieron los mamíferos en el resto de continentes.

## Descubrimiento del impacto

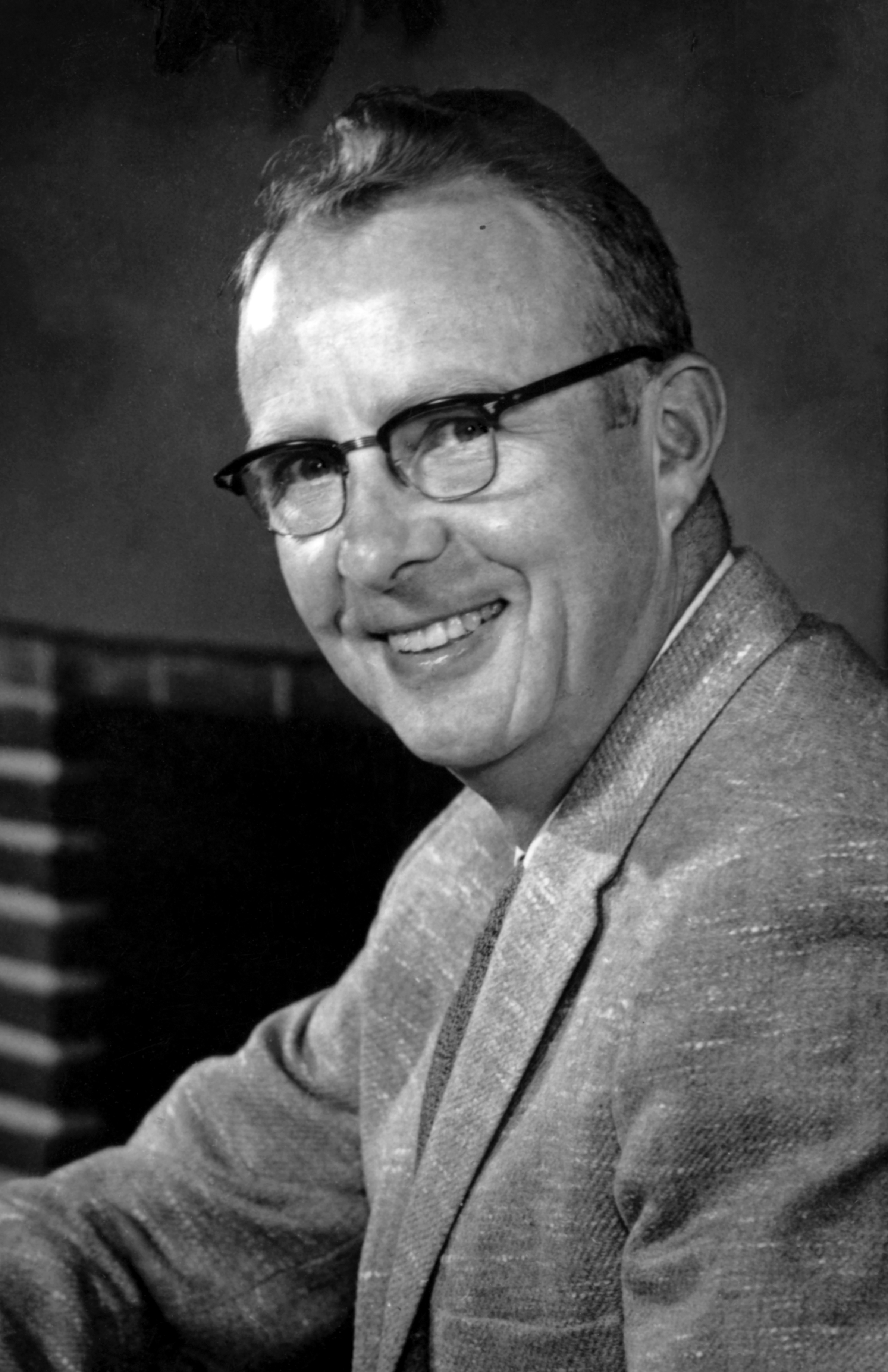
Luis Walter Álvarez, premio Nobel de física y descubridor del Impacto K/T junto a otros tres investigadores.

La hipótesis de que pudo ser un meteorito, asteroide o cometa quien aniquilase a la mayoría de los dinosaurios es muy antigua, pero no se la consideraba probable por las escasas o nulas evidencias existentes. No se habían hallado tectitas vítreas o fuerzas de choque, un cráter de dimensiones considerables, indicios de grandes tsunamis,... Teorías sin pruebas para explicar la extinción de los grandes saurios habían surgido muchas con los años. Alan Charing (1985, p. 180 y siguientes) llegó a contabilizar setenta. Por otra parte, la tendencia a subestimar la teoría del Impacto se veía reforzada por la presuposición de que los cráteres terrestres eran provocados por volcanes y no por objetos cósmicos.
Tendrían que ser las imágenes aportadas por sondas no tripuladas al comienzo de la carrera espacial las que hicieran mella en la idea preconcebida del origen volcánico de todos los cráteres. Pero las primeras pruebas llegarían en 1979, cuando los científicos Luis Alvarez, Walter Alvarez, Frank Asaro y Helen Vaughn Michael descubrieron, en la provincia italiana de Umbría, una capa de arcilla carbonatada con concentraciones de iridio diez veces superiores a las esperadas. Este metal es relativamente escaso en las rocas de la Tierra y más abundante en los objetos de tipo asteroidal, razón por la cual Álvarez y sus colaboradores supusieron que dicho elemento provenía de un objeto extraterrestre de grandes proporciones. Los investigadores estadounidenses calcularon que para esparcir esa cantidad de iridio el impacto debió crear un cráter de unos 100 km de diámetro. Tras publicar el trabajo, su teoría se vio reforzada por el hallazgo en Dinamarca y Nueva Zelanda de iridio en cantidades similares y también dentro del Límite K/T.
Pero la hipótesis formulada por los investigadores californianos adolecía de varias lagunas. Por ejemplo, la presencia de iridio e incluso de fuerzas de choque también podía tener una explicación volcánica. Además, en toda la superficie de la Tierra no se había localizado ningún cráter de 100 kilómetros o más. Tampoco se habían encontrado tectitas con estructura vítrea, propias de terrenos sometidos a presiones y temperaturas equivalentes a las de una explosión nuclear. El descubrimiento de todas estas pruebas fue una historia de detectives, en palabras de Sankar Chatterjee (2015, p. 161)
En contra de lo que objetaban los defensores de otras teorías, en particular la del vulcanismo, sí había indicios de un cráter gigante, pero no habían logrado suficiente difusión. En la década de 1950, la empresa mexicana PEMEX descartó buscar petróleo frente a las costas de Yucatán porque sus sondeos parecían indicar estar sobre un gran cráter volcánico y, por lo tanto, sin posibilidad de albergar petróleo. Pero en 1979 los geólogos Glen Penfield y Antonio Camargo, trabajando para la misma empresa, volvieron a revisar aquellos datos y concluyeron en 1981 que la formación geológica situada en la costa mexicana se trataba de un cráter de impacto, no volcánico. Estos geólogos estimaron su diámetro en unos 180 km.
En 1987 y 1990 se dieron dos pasos más. Varios científicos, examinando una sección del río Brazos en Texas, se percataron de la presencia de tsunamitas, compuestos arenosos similares a las areniscas, pero producidas por grandes tsunamis. La localización de las tsunamitas coincidía con el límite K/T. Tres años después, se publicó el descubrimiento en Haití de tectitas con estructura interna vítrea, también en el límite K/T, lo que confirmaba la existencia de un impacto extraterrestre al final del Cretácico.
Pero sería en 1990 cuando el geólogo canadiense Alan Hildebrand volvió a investigar las tsunamitas del río Brazos y concluyó que los megatsunamis que las produjeron debían haber tenido su origen varios cientos o miles de kilómetros al sur de Texas, en el mar Caribe. Para confirmar su teoría recuperó el trabajo de Penfield y Camargo y presentó en 1991 las pruebas sobre la existencia de un cráter en el golfo de México con las dimensiones esperadas, demostrando así la localización del Impacto K/T.